# Аксіометр

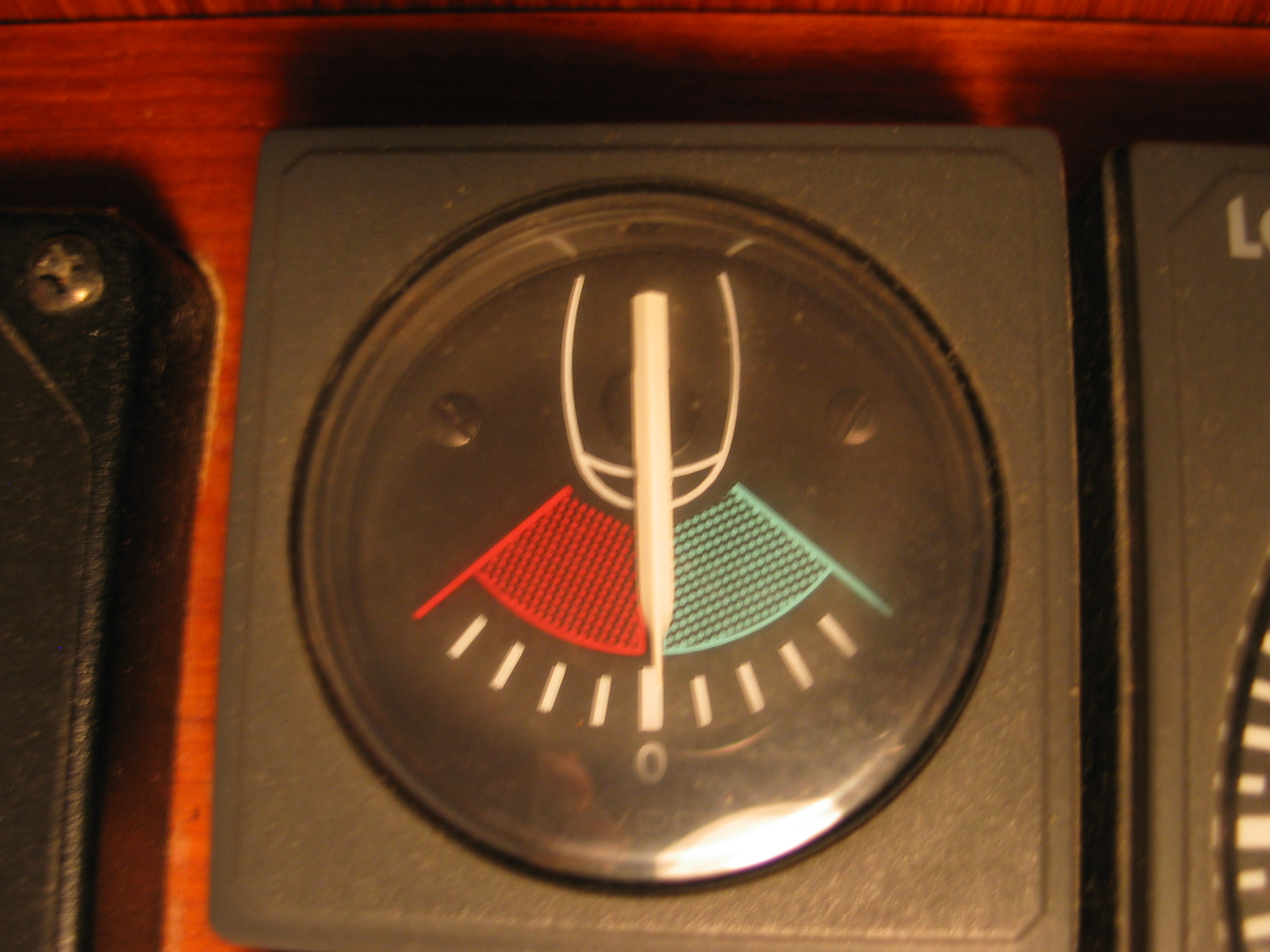
Індикатор електричного аксіометра

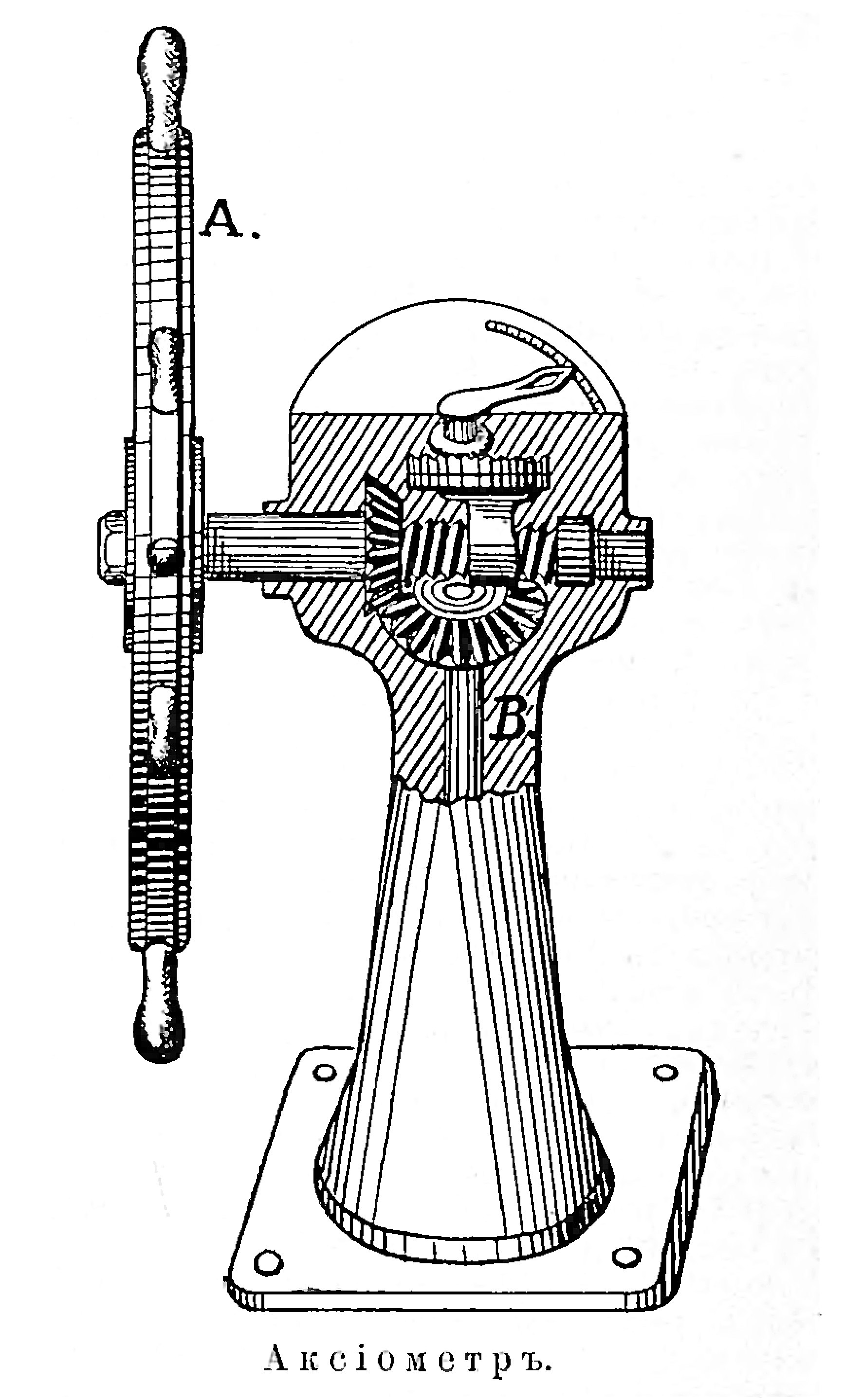
Механізм механічного аксіометра в штурвальній колонці. Ілюстрація з Військової енциклопедії Ситіна

Аксіо́метр (від лат. axis — «вісь» та грец. μέτρον — «міра») — корабельний вимірювальний прилад, частина рульового пристрою, що вказує кут відхилення пера стерна відносно діаметральної площини («поздовжньої осі») судна в градусах на кожен момент часу. Аксіометр встановлюється, як правило, перед штурвалом і зв'язується електричною схемою з балером стерна (при механічному стерновому пристрої зв'язок теж механічний), має коло поділок і стрілку-покажчик, які видні ззовні.
Крім цього, на кораблях з механічною стерновою передачею аксіометр обмежує хід штурвала, коли стерно досягне найбільшого допустимого відхилення на борт: вісь штурвала продовжується всередину штурвальної колонки і має гвинтову нарізку, по якій рухається гайка, причому хід її обмежений з одного боку зубчастим колесом, а з іншого — потовщенням вала; довжина ходу гайки відповідає повному перекладанню стерна з борту на борт. Таким чином, як тільки стерно дійде до граничного положення, гайка упреться в одне із зазначених обмежень і не дозволить обертатися штурвалу далі.

## Галерея

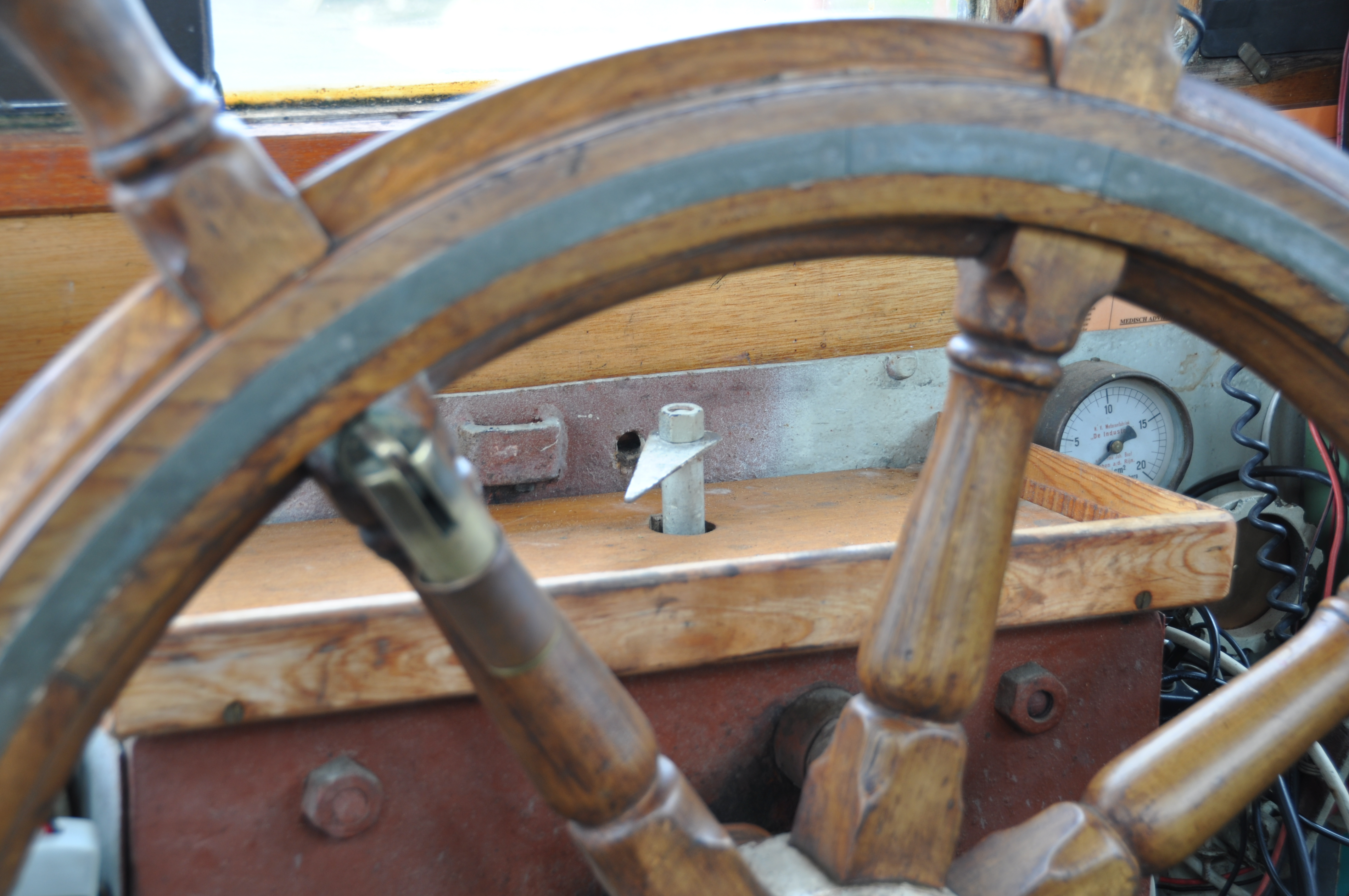
Штурвал і вказівник механічного аксіометра
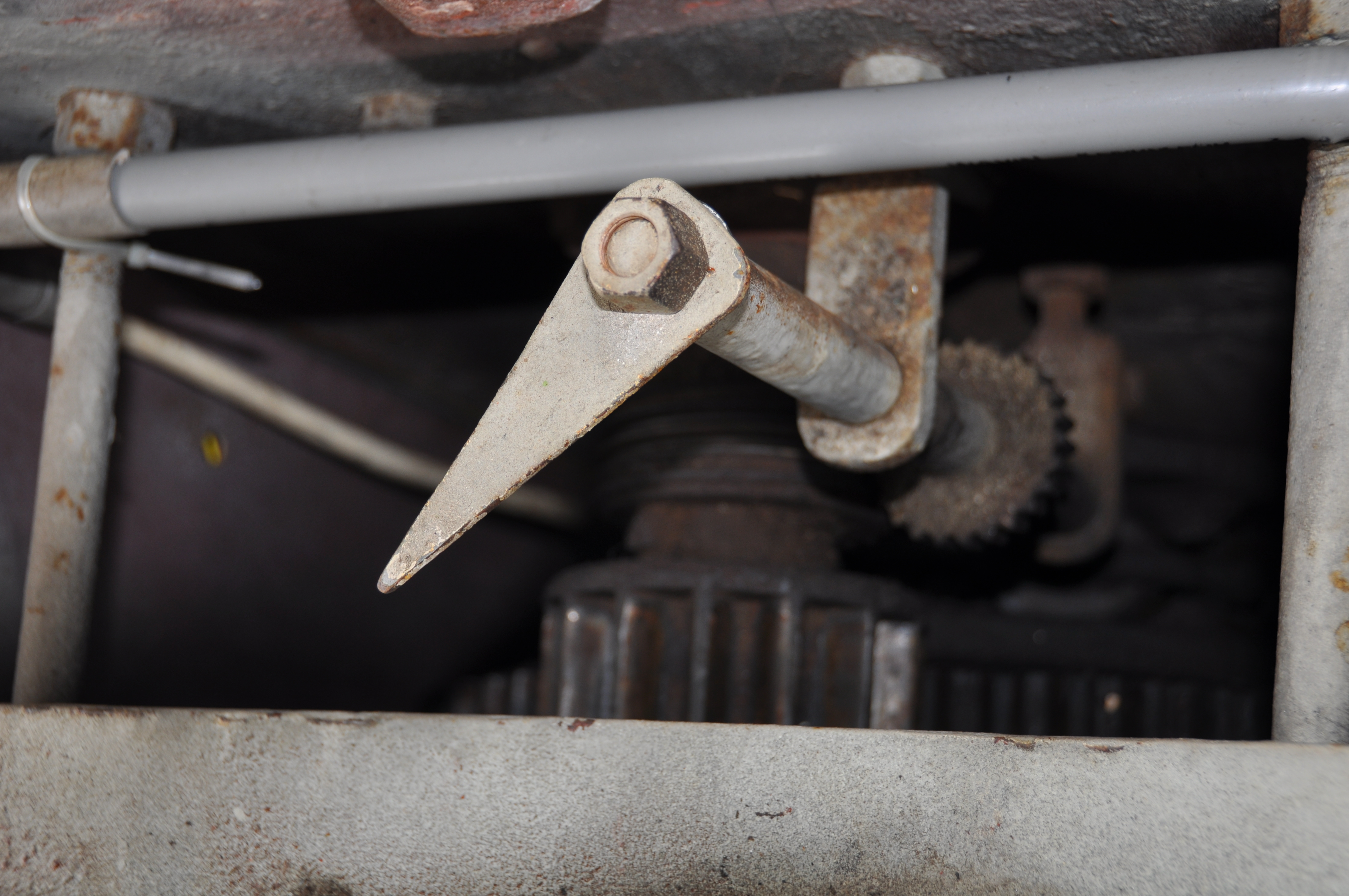
Механізм механічного аксіометра
Аксіометр на штурвальній колонці